# Ľudovít Štúr
Ľudovít Velislav Štúr (Uhrovec, 28. listopada 1815. – Modra, 12. siječnja 1856.),  bio je vođa Slovačkog narodnog preporoda u 19. stoljeću, organizator narodnooslobodilačkog pokreta, političar i ideolog, kodifikator slovačkog književnog jezika, pjesnik, publicist i redaktor.

## Životopis
Ľudovít je rođen u naprednoj učiteljskoj obitelji Samuela Štura koji je bio učitelj u Trenčinu gdje se oženio s Anom Mihalcovom. Obitelj se kasnije preselila u Uhrovce gdje se rodio Ľudovít. Zanimljivo je da se kasnije u istoj kući rodio Alexander Dubček poznati slovački političar.
Sudjelovao je na Slavenskom kongresu u Pragu 1848. godine gdje je podupro ideju austroslavizma. Kratko vrijeme živio je u Zagrebu gdje je došao 19. lipanja 1848. godine. U Zagrebu je uređivao politički list Slavenski jug i surađivao s ilircima.
Napisao je djelo Slavenstvo i svijet budućnosti (Das Slawenthum und die Welt der Zukunft, objavljeno 1867. u ruskom prijevodu), u kojem je osudio austroslavizam, a budućnost vidio u sveslavenskoj državi pod vodstvom Rusije. Sustav reformiranoga slovačkog jezika objasnio je 1846. u raspravama Slovačko narječje ili potreba pisanja u tom narječju (Nárečja slovenskuo alebo potreba písaňja v tomto nárečí) i Nauk o slovačkom jeziku (Nauka reči slovenskej). Zauzimao se za slavenstvo u kojem će svi narodi sačuvati svoj identitet. Uoči revolucije 1848., Štúr je bio zastupnik u Ugarskom zemaljskom saboru u Požunu za grad Zvolen. Ondje je po prvi puta predstavio neke od slovačkih zahtjeva, a posebice onaj da se slovački jezik počne rabiti barem u pučkim školama.  Kao prva knjiga na novom slovačkom jeziku, objavljeno je 1844. drugo godište Hurbanova almanaha Nitra, u kojem su bili predstavljeni svjetonazor i književni program tzv. Štúrove pjesničke škole.